# Verdienstkreuz für freiwillige Krankenpflege
Das Verdienstkreuz für freiwillige Krankenpflege wurde am 5. März 1901 von Prinzregent Luitpold von Bayern als Friedens- und Kriegsauszeichnung für hervorragende Leistungen im Dienste der freiwilligen Krankenpflege gestiftet.
Das silberne Kreuz ist im Medaillon auf der Vorderseite weißemailliert und von einem hellblauen Reif umgeben. Mittig ist das Rote Kreuz zu sehen. Im oberen Kreuzarm eine Krone. Rückseitig ein Wappenschild mit den bayerischen Wecken.
Getragen wurde das Kreuz an einem kornblumenblauen Band.
Für Verdienste im Krieg wurde die Auszeichnung mit einer silbernen Spangen auf dem Band verliehen. Auf dieser ist dann die Jahreszahl zu sehen (1870/71 oder 1914). In ganz besonderen Fällen erfolgte auch eine Verleihung mit der Krone. Diese war dann als Miniatur auf dem Band angebracht.